# یواس‌اس ال‌اس‌ام (آر)-۱۹۵
یواس‌اس ال‌اس‌ام(آر)-۱۹۵ (به انگلیسی: USS LSM(R)-195) یک کشتی بود که طول آن ۲۰۳ فوت ۶ اینچ (۶۲٫۰۳ متر) بود. این کشتی در سال ۱۹۴۴ ساخته شد.